# Беньямін Брантлінд
Беньямін Брантлінд (швед. Benjamin Brantlind, нар. 15 серпня 2008, Кунгельв, Швеція) — шведський футболіст, центральний півзахисник клубу «Гетеборг».

## Ігрова кар'єра

### Клубна
Беньямін Брантлінд народився у містечку Кунгельв і свою футбольну кар'єру починав в академії клубу «Гетеборг».
Перед сезоном 2024 року футболіст був внеснний до заявки першої команди на участь у чемпіонаті країни. Першу гру в основі Беньямін провів 3 березня 2024 року у кубковому матчі проти столичного «Юргордена».

### Збірна
З 2023 року Беньямін Брантлінд є гравцем молодіжної збірної Швеції (U-17).